# Quái vật miền Nam hoang dã
Quái vật miền Nam hoang dã (tên gốc tiếng Anh: Beasts of the Southern Wild) là một bộ phim được công chiếu năm 2012 của Mỹ, do Benh Zeitlin đạo diễn, Zeitlin và Lucy Alibar viết kịch bản, chuyển thể từ vở kịch Juicy and Delicious. Sau khi ra mắt tại các Liên hoan phim, nó đã được công chiếu ở New York và Los Angeles từ ngày 27 tháng 6 năm 2012 và sau đó được phát hành rộng rãi. Bộ phim đã chính thức được đề cử bốn Giải Oscar tại giải Oscar lần thứ 85 cho các thể loại Phim xuất sắc nhất, Đạo diễn xuất sắc nhất (Benh Zeitlin), Kịch bản chuyển thể xuất sắc nhất (Lucy Alibar, Benh Zeitlin) và Nữ diễn viên chính xuất sắc nhất (Quvenzhané Wallis). Ở tuổi lên 9, Wallis là người trẻ nhất được đề cử giải Oscar cho nữ diễn viên xuất sắc nhất.

## Phân vai
- Quvenzhané Wallis vai Hushpuppy
- Dwight Henry vai Wink
- Levy Easterly vai Jean Battiste
- Gina Montana vai Cô Bathsheba
- Lowell Landes vai Walrus
- Jonshel Alexander vai Joy Strong
- Marilyn Barbarin vai Cabaret singer
- Kaliana Brower vai T-Lou
- Nicholas Clark vai Sticks
- Henry D. Coleman vai Peter T
- Philip Lawrence vai Dr. Maloney